# Moulamein
Moulamein – miasto w Australii, w stanie Nowa Południowa Walia.